# Elección presidencial de Alemania de 2010
La elección presidencial de Alemania de 2010 tuvo lugar el 30 de junio de ese año, tras la dimisión de Horst Köhler como presidente de Alemania  el 31 de mayo de 2010. Christian Wulff, el candidato propuesto por los tres partidos de gobierno, la Unión Demócrata Cristiana, la Unión Social Cristiana de Baviera y el Partido Democrático Liberal, fue elegido presidente en la tercera vuelta. Su principal contendiente fue el candidato de los dos partidos de la entonces oposición, el Partido Socialdemócrata de Alemania y la Alianza 90/Los Verdes, el independiente anticomunista y defensor de los derechos humanos, Joachim Gauck.

## Antecedentes
El 31 de mayo de 2010, Horst Köhler se convirtió en el primer Presidente Federal en renunciar a su cargo de manera voluntaria e inmediata. De acuerdo con el artículo 54, párrafo 4 de la Ley Fundamental para la República Federal de Alemania tuvo que convocar a la Asamblea Federal para la elección presidencial a más tardar 30 días después de la renuncia. Durante el proceso, Norbert Lammert debió asumir como jefe de Estado interino en su calidad de presidente de la Dieta federal, quién convocó la Asamblea para el 30 de junio de 2010.

## Candidatos

### Christian Wulff
El 3 de junio de 2010, Christian Wulff, militante de la Unión Demócrata Cristiana y Gobernador de Baja Sajonia, fue nominado como el candidato de los partidos de Centroderecha (CDU, CSU, FDP). Antes de esto, la  Ministra Federal de Trabajo y demócratacristiana Ursula von der Leyen había sido considerada la favorita para la nominación de los partidos de derechas.
Debido a que la Constitución de Alemania prohíbe al Presidente que ocupe otros cargos, Wulff renunció a su escaño en el Parlamento Regional Bajo Sajón, el 11 de junio de 2010 y anunció que abandonaba el consejo de supervisión de Volkswagen la semana siguiente. Dimitió de su cargo de ministro-presidente de Baja Sajonia al ser elegido presidente el 30 de junio al entregar el mismo día la carta de renuncia al presidente de ese Parlamento, Hermann Dinkla, que también era un elector a la Asamblea Federal, pocos minutos antes de dirigirse hacia el podio para aceptar formalmente su elección.

### Joachim Gauck

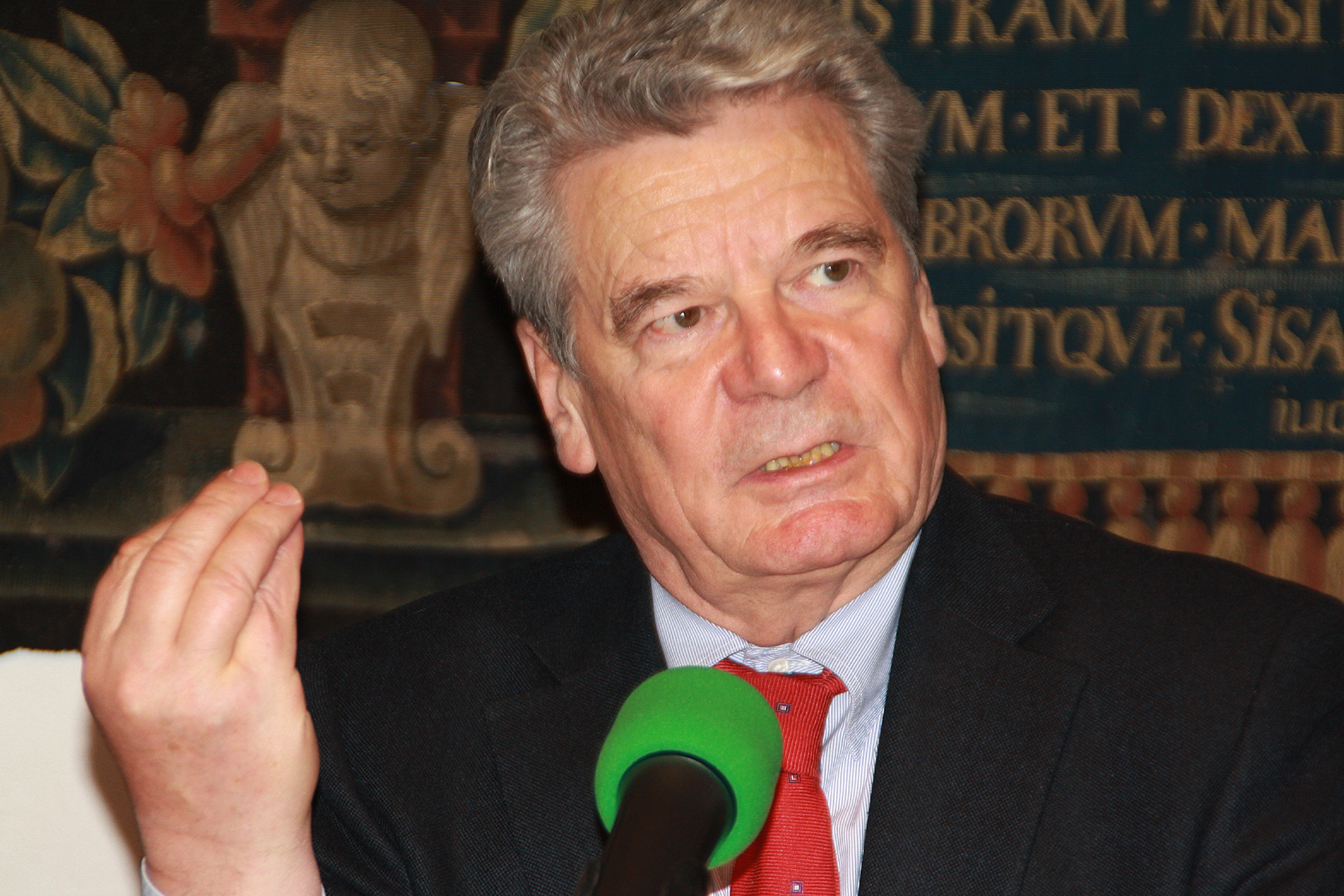
Joachim Gauck en 2010.

El 3 de junio de 2010, el Partido Socialdemócrata de Alemania y los Verdes, nominaron al independiente Joachim Gauck, un activista anticomunista de los derechos civiles de Alemania Oriental y el primer Comisionado Federal para los Archivos de la Stasi, como su candidato presidencial.
En los días siguientes a los nombramientos oficiales, varios políticos liberales y demócratacristianos expresaron su apoyo a Gauck, entre ellos el exministro del Interior de Brandeburgo Jörg Schönbohm y el liberal Oliver Möllenstädt, líder del FDP en Bremen. Gauck es visto como alguien que goza de respeto de todos los partidos políticos.
Además los Votantes Libres, que envían 10 electores a la Asamblea Federal, dijeron que no iban a nominar a un candidato propio, manifestando su apoyo a Gauck.
Philipp Freiherr von Brandenstein (CSU) argumentó que la elección de Joachim Gauck impediría cualquier cooperación entre los socialdemócratas, los Verdes y la Izquierda en los años venideros: "Gauck probablemente ha dejado perfectamente claro a Gabriel que ya nunca podrá designar a cualquiera de los apologistas de la tiranía comunista, como miembros del gobierno ".
Mientras el copresidente del Partido de la Izquierda, Klaus Ernst inicialmente indicó que su partido podría apoyar Gauck en una posible segunda o tercera vuelta, Gregor Gysi, portavoz del grupo parlamentario de la Izquierda en el Bundestag y Oskar Lafontaine, ex copresidente de ese partido, expresó su oposición a la votación para Gauck, criticando su apoyo a la guerra de Afganistán y las reformas de bienestar Hartz. Katja Kipping, un miembro del parlamento por el Partido de la Izquierda, afirmó que Gauck era un "hombre del pasado". Kipping elogió el papel de Gauck en la investigación de la Stasi contra la injusticia pero criticó "equiparar Hitler-el fascismo y la RDA", lo que ella percibe como una "banalización del fascismo". Klaus Ernst, posteriormente se retractó de sus declaraciones, afirmando que la izquierda no votará a favor de Gauck. a sí mismo Gauck advirtió al SPD y a los Verdes no cooperar con la izquierda. Sigmar Gabriel, presidente de los socialdemócratas, describió la reacción de Lafontaine como "extraña y vergonzosa", declarando que estaba "sorprendido" porque el partido declararía a Joachim Gauck su principal como enemigo debido a su investigación de la injusticia comunista. Gabriel también dijo que las "fuerzas de la reforma" en el Partido de Izquierda deben dejar de "dar marcha atrás" y "empezar a hacer valer sus puntos de vista".

### Luc Jochimsen

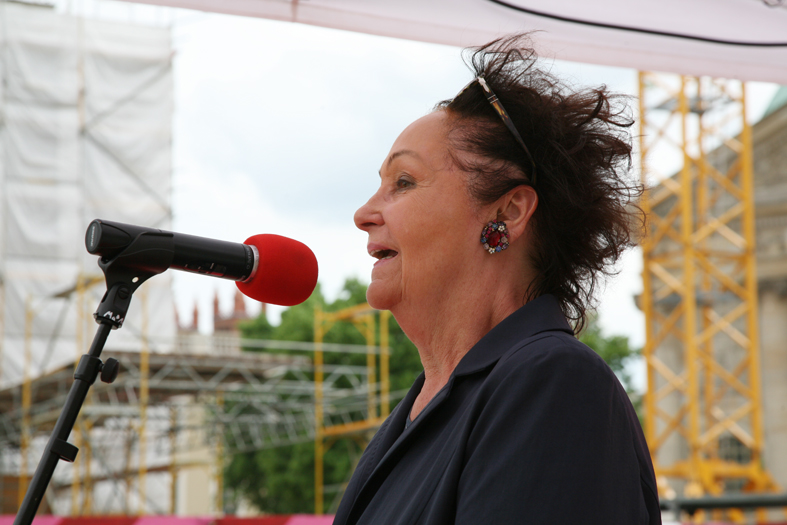
Luc Jochimsen en 2012.

La extrema izquierda del partido La Izquierda nominó a Luc Jochimsen, una miembra del Bundestag y ex redactora jefe de la cadena pública Hessischer Rundfunk.
Después de su nominación, Jochimsen opinó que la República Democrática Alemana no fue un "estado de la injusticia", a pesar de "cometer injusticia imperdonable hacia sus ciudadanos".
Ella se retiró después de la segunda vuelta, e instó a los miembros de su partido a abstenerse en la tercera vuelta.

### Frank Rennicke
La extrema derecha del Partido Nacionaldemócrata de Alemania nominó al compositor musical nacionalista Frank Rennicke.
Él se retiró después de la segunda vuelta.

## Composición de la 14.ªAsamblea Federal
Los partidos no solo enviaron políticos como electores, sino también celebridades, como el campeón olímpico Georg Hettich. Los Verdes enviaron a Hildegard Hamm-Brücher, la candidata liberal del FDP en la Elección presidencial de Alemania de 1994, como uno de sus electores.
| Partido              | Partido                                                     | Electores |
| -------------------- | ----------------------------------------------------------- | --------- |
|                      | Unión Demócrata Cristiana/Unión Social Cristiana de Baviera | 496       |
|                      | Partido Socialdemócrata de Alemania                         | 333       |
|                      | Partido Democrático Liberal                                 | 148       |
|                      | Alianza 90/Los Verdes                                       | 129       |
|                      | La Izquierda                                                | 124       |
|                      | Votantes Libres                                             | 10        |
|                      | Partido Nacionaldemócrata de Alemania                       | 3         |
|                      | Asociación de Votantes del Schleswig Meridional             | 1         |
|                      |                                                             | 1,244     |
| Fuente: wahlrecht.de |                                                             |           |

## Resultados

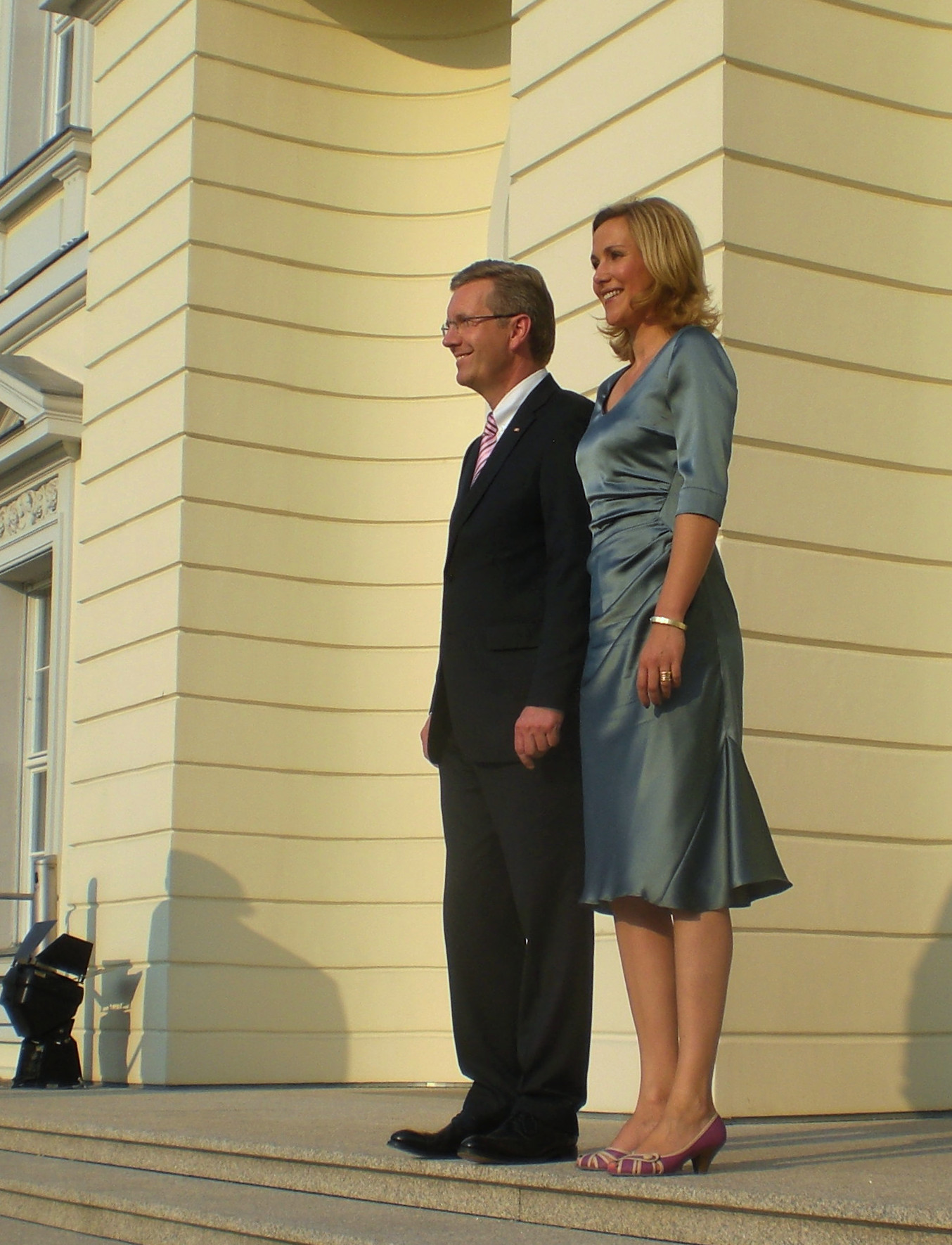
Christian y Bettina Wulff al llegar al palacio presidencial.

| Candidato                   | Apoyo político              | Primera vuelta | Primera vuelta | Segunda vuelta | Segunda vuelta | Tercera vuelta | Tercera vuelta | Tercera vuelta     |
| Candidato                   | Apoyo político              | Votos          | Porcentaje     | Votos          | Porcentaje     | Votos          | Porcentaje     | Resultado          |
| --------------------------- | --------------------------- | -------------- | -------------- | -------------- | -------------- | -------------- | -------------- | ------------------ |
| Christian Wulff             | CDU, FDP, CSU               | 600            | 48.2%          | 615            | 49,4%          | 625            | 50,2%          | Presidente federal |
| Joachim Gauck               | SPD, Verdes                 | 499            | 40.1%          | 490            | 39,4%          | 494            | 39.7%          |                    |
| Luc Jochimsen               | La Izquierda                | 126            | 10.1%          | 123            | 9.9%           |                |                |                    |
| Frank Rennicke              | NPD                         | 3              | 0.2%           | 3              | 0.2%           |                |                |                    |
| Votos en blanco             | Votos en blanco             | 13             | 1.0%           | 7              | 0,6%           | 121            | 9,7%           |                    |
| Total de votos válidos      | Total de votos válidos      | 1.241          | 99.6%          | 1.238          | 99.5%          | 1.240          | 99.6%          |                    |
| Total de votos nulos        | Total de votos nulos        | 1              | 0.2%           | 1              | 0.2%           | 2              | 0.2%           |                    |
| Participación               | Participación               | 1.242          | 99.8%          | 1.239          | 99.6%          | 1.242          | 99.8%          |                    |
| Electores que no sufragaron | Electores que no sufragaron | 2              | 0.2%           | 6              | 0.4%           | 2              | 0.2%           |                    |
| Total de electores          | Total de electores          | 1.244          | 100.00%        | 1.244          | 100.00%        | 1.244          | 100.00%        |                    |
| Fuente: Wahlrecht.de        |                             |                |                |                |                |                |                |                    |